# Peribaea baldwini
Peribaea baldwini är en tvåvingeart som först beskrevs av Malloch 1930.  Peribaea baldwini ingår i släktet Peribaea och familjen parasitflugor. Inga underarter finns listade i Catalogue of Life.